# ウェイン砦包囲戦
ウェイン砦包囲戦（ウェインとりでほういせん、英: Siege of Fort Wayne）は、米英戦争初期の1812年9月5日から12日に起きた戦闘である。前月にデトロイト砦を落としたイギリス軍と同盟するマイアミ族およびポタワトミ族アメリカ・インディアンの部隊が、アメリカ軍の駐屯するウェイン砦を包囲した。ウィリアム・ハリソン将軍が指揮する救援軍が到着したことで、インディアンは包囲を解いた。その後はアメリカ軍による懲罰遠征により、マイアミ族の集落の多くが破壊された。

## 背景
北西部フロンティアのインディアン部族はティッペカヌーの戦いで厳しい敗北を喫した1811年以降、そこにアメリカ人が居ることを苦々しく思うようになっていた。米英戦争が始まって間もない1812年8月にイギリス・インディアン連合軍がディアボーン砦の戦いに勝利し、デトロイト砦を占領したことで、勇気づけられたインディアンはアメリカ軍の小さな前進基地に対する攻撃を引き受け始めた。
インディアナ準州北東部にあったウェイン砦（現在のインディアナ州フォートウェイン）は1812年に向かうに従って絶望的な状況に陥っていた。このフロンティアの前進基地は繁華なインディアンの町近くに駐屯したので、守備兵は反抗的であることが多く、ジェイムズ・レイ大尉は多くの建物が荒廃するままにしていた。砦の壁はかつて砲弾にも耐える強いものだったが、保守されていなかった。砦の中には良い井戸があったが、食料は9月までに底を突きかけていた。
守備隊はまず、8月26日にディアボーン砦のジョーダン伍長が虐殺を免れて来たときに、砦が落ちたことを知った。8月28日、ウェイン砦の交易代理人補であるスティーブン・ジョンストンが、砦から1マイル (1.6 km) 離れた所で殺されていた。その報せが警鐘となり、さらにオハイオ州ピクアのジョン・ジョンストンがショーニー族のキャプテン・ローガンを派遣して砦の女性と子供を比較的安全なオハイオまで脱出させるよう伝えてきた。
1812年9月、ウィナマック酋長の率いるポタワトミ族とマイアミ族がウェイン砦周辺に集まった。ジェイムズ・レイ大尉はジョン・ジョンストンとオハイオ州知事のリターン・メグズに救援を求める手紙を送った。砦の外でのインディアンによる脅威が大きくなったことで、レイは大酒を飲むようになった。レイは何度かインディアンの代表を砦の内に招いて、インディアンとの和平の条件を交渉した（その大半は自分自身の安全確保だった）。
9月4日、ポタワトミ族酋長ウィナマックとファイブメダルズが休戦の旗を持って砦に近付き、レイ大尉との会見を求めた。この時酔っていたレイは門のところで彼等に会い、会見は和平のためか戦争のためかを尋ねた。ウィナマックは、「何と言っていいか分からないが、マキナック砦が落ちて、デトロイトはイギリス軍の手に入り、ディアボーン砦も取られたことを貴方は知っている。次ぎは（ここも）数日中に落ちることを予測すべきだ」と答えた。レイはウィナマックを作戦本部に招き入れ、ワインを飲み交わした。レイはウィナマックに友人であると宣言し、翌朝朝食に来てくれるよう招待した。しかし、ウィナマックはその見せかけの友情を臆病さだと解釈し、戦闘に備えた。

## 包囲
9月5日朝、ウィナマック酋長の部隊が納屋から砦に戻る兵士2人を攻撃したときに包囲戦が始まった。インディアンは砦の東から攻撃を掛け、回りの村の家を焼いた。インディアンは木製の大砲2門を作り、包囲されている砦と同様に大砲をもっていると守備兵に思わせることができた。
レイ大尉はこの時も酔っており、「その本部に戻って、病気だ」と言っていた。ウェイン砦のインディアン代理人ベンジャミン・スティックニーは、病気から快復しているところだったが、ダニエル・カーティス中尉およびフィリップ・オストランダー中尉と共に砦の指揮を執り、守備隊を編成した。ウィナマック酋長はその夜再度門まで来て、戦士13名と共に武装解除して砦の中に入れられた。話の最中で、ウィナマックが隠していたナイフを取り出したが、毛皮交易業者のアントワーヌ・ボンディーが飛び出してスティックニーの命を救った。ウィナマックが砦を離れ、インディアン部隊は午後8時頃に砦に攻撃を始めた。ウィナマックの部隊は砦に火を付けようとした。守備隊は約70名の兵士と幾らかの市民がいたが、壁を塗れたままにすることに努め、マスケット銃と榴弾砲で反撃した。戦闘は9月6日午後3時まで続き、インディアン部隊が砦から安全な距離まで後退した。戦闘はその夜9時にも再開された。

### 救援

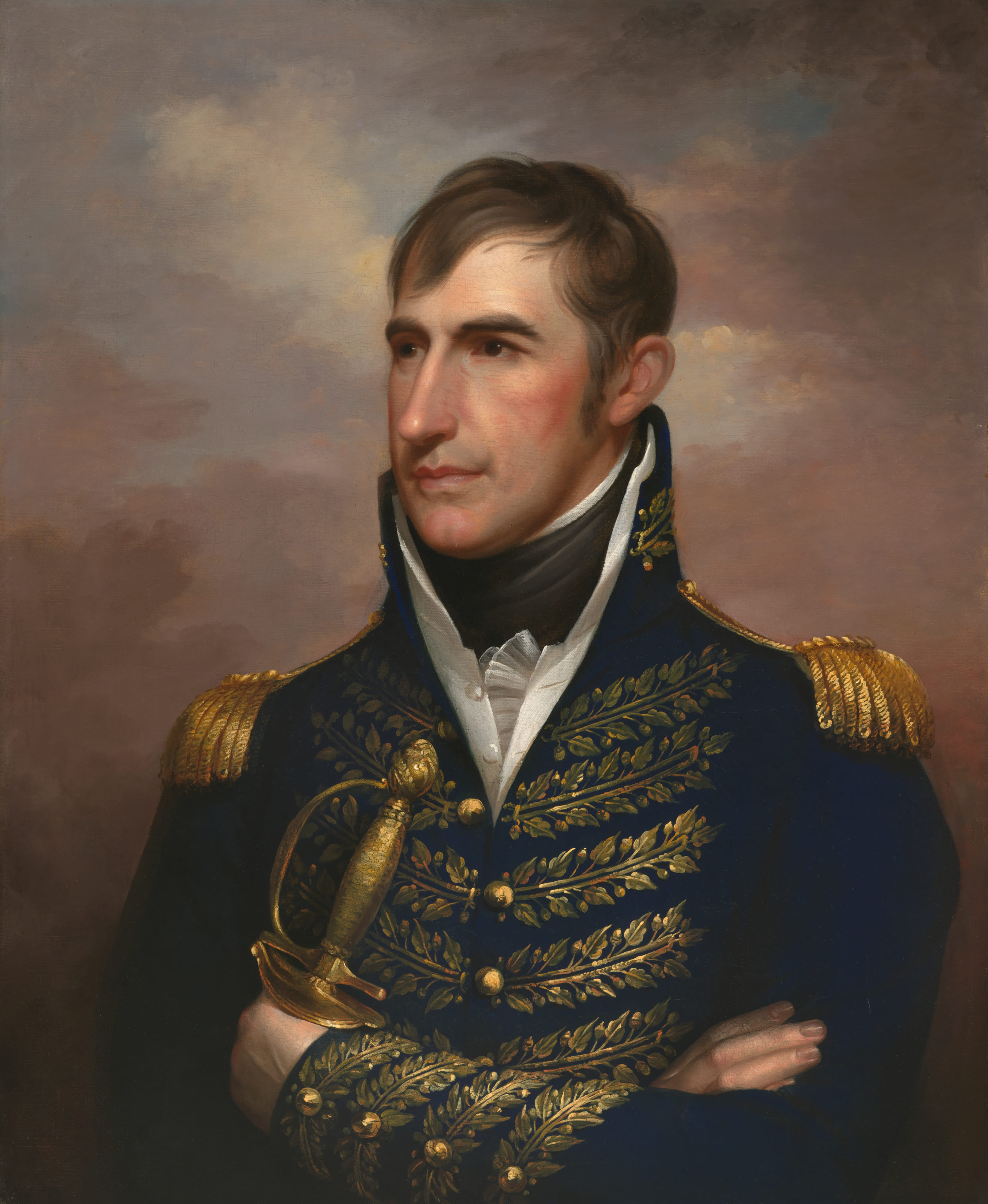
準州知事ウィリアム・ハリソンがウェイン砦への救援部隊を率いた

デトロイト砦に関する報せがケンタッキー州のニューポート兵舎に届いた後で、ウェイン砦を補強する動きが既に進行していた。ジェイムズ・ウィンチェスター将軍が北西方面軍司令官だったが、ケンタッキー州知事のチャールズ・スコットが、インディアナ準州知事ウィリアム・ハリソンをケンタッキー民兵隊の少将に任命したばかりであり、ハリソンのウェイン砦救援を承認したので、ハリソンはニューポート兵舎で民兵隊の指揮を執った。ハリソンは陸軍長官ウィリアム・ユースティスに手紙を書き、状況を説明し、未承認の行動を採ることを弁解した。その後直ぐに2,200名の民兵隊を編成し、北のウェイン砦に行軍した。ウェイン砦の従軍商人ウィリアム・オリバーとショーニー族のキャプテン・ローガンが率いた小さな斥候部隊が、戦闘の小康状態にウェイン砦に到着し、ウィナマック部隊の間を走り抜けて砦に入った。彼等は救援の動きが進行中であることを伝え、再度馬でウィナマックの包囲部隊の間をすり抜けて、ハリソンの所に向かい、砦は依然としてアメリカ軍が守っていることを報告した。
この斥候隊は良い報せを持って戻ったが、テカムセの指揮下にインディアン400名とイギリス正規兵140名がウェイン砦に向かっているという報告もハリソンは受け取っていた。ハリソンはテカムセを倒すために北のウェイン砦に急行した。9月8日までにハリソンはセントメアリーズ川沿いサイモン・ガーティの村に到着し、シェインの渡しでアダムズ大佐とホーキンス大佐の指揮するオハイオ州民兵800名が合流した。
ハリソン軍には行く道で嫌がらせをされ、実際には敵対的インディアンが戦闘に関わっていた訳ではなかったが、それでも影響を受けた。その兵士たちは夜に警鐘が鳴ることなく休むこともできず、戦闘隊形で起きていた。兵士が森の中にインディアンを見つけたと思い込み、トマス・ポリー軍曹が誤って撃たれて死んだ。この軍隊がグレート・ブラック湿地を通っているときに、オハイオ州民兵隊のホーキンス大佐が立ち止り、兵士の1人が敵対的インディアンと闘っていると思って発砲したために、ホーキンスは胸を撃たれた。別のミラーという兵士は休暇で家に戻ることを許されたが、その前に同国人達が川に投げ入れ、「国王ジョージ、アーロン・バーおよび悪魔!の名前で」彼を洗礼した。
9月11日、ウィナマックはウェイン砦に対する最後の攻撃を試み、幾らかの犠牲者を出した。9月12日、攻撃が突然止み、ウィナマックの部隊はモーミー川を渡って森の中に消えた。ハリソンの救援軍はウィナマックに抵抗されることなく砦に進んだ。ポタワトミ族とマイアミ族の連合部隊はオハイオ州とミシガン準州に撤退した。ハリソンはレイの剣を取り上げ、彼を逮捕させた。査問委員会が招集されたが、レイの長年の兵役を考慮して退役することで許された。ハリソンはフィリップ・オスタンダー中尉（レイの指揮を継いだ2人の中尉の1人）を砦指揮官の後釜に据えた。

### 懲罰遠征
9月14日、ハリソンはウェイン砦から2個師団を発進させ、ウェイン砦包囲に対する懲罰として見つけたインディアンの集落全てを破壊するよう命じた。最初の師団はアレン大佐とルイス大佐の指揮する2個歩兵連隊と、ガラード大尉の指揮する1個騎兵連隊で構成された。ハリソン将軍とペイン将軍がこの師団を率いてフォークス・オブ・ザ・ウォバッシュに向かった。そこは1794年にウェイン砦が築かれて以来、マイアミ族の重要な町になっていた。この師団は抵抗なしに町まで進んだが、到着した時はもぬけの殻だった。この集落はケンタッキー州民兵の多くを驚かせた。ケンタッキー州民の家や町はこのマイアミ族の町ほどうまく作られてはいなかったからだった。この町が完全に破壊され、さらにマイアミ族が持ち去る時間の無かった作物もすべて破壊された。近くにあった他の集落も破壊され、師団の中のある者は最近死んだばかりの酋長の木製墓を奪い、それを燃やした。インディアンには一人も出逢わず、この師団の遠征中は被害が出なかった。
2つ目の師団はサミュエル・ウェルズ（最近ディアボーン砦の戦いで殺されたウィリアム・ウェルズの長兄）大佐とスコット大佐の指揮する2個歩兵連隊と、ジョンソン大佐の指揮する1個騎兵連隊、アダムズ大佐の指揮するオハイオ州騎馬民兵隊で構成された。この師団はエルクハート川に向かい、ファイブメダルズ酋長の集落を破壊し、収穫されていない穀物も全て破壊した。またその近くに白い旗をなびかせてあった建てられたばかりの墓を見つけた。その中には1人の女性の死骸が真っ直ぐ座って埋められてあり、人工物が副葬されていた。この墓をどう扱うかについて異論があったが、最後は何人かの兵士がその墓を破壊した。この師団はそれ以上集落を探さず、ウェイン砦に戻った。しかし、その帰り道で何人かの兵士が突然病に倒れ、中の1人は説明のつかない死に方をした。師団は9月18日にウェイン砦に到着し、「ファイブメダルズ酋長の村の呪い」の話を伝えた。
その前日である9月18日、シムラル大佐が320名の竜騎兵とファロー大佐の指揮する1個騎馬ライフル銃中隊を率いてウェイン砦に到着した。彼らが休息をとった後、ハリソン将軍がこの部隊をイール川に派遣してさらにマイアミ族の集落を破壊させることにした。シムラルの遠征隊は川沿いで見つけたあらゆる物を破壊したが、最近死んだリトルタートル酋長に属する資産は除外した。
ウェイン砦にはジェイムズ・ウィンチェスター将軍が到着し、ハリソンの指揮権を引き継いだ。ハリソンは指揮下の民兵隊を率いてオハイオ州ピクアに向かい、そこでケンタッキー州からの民兵1,000名と合流した。そこでハリソンは北西方面軍の司令官になったことを知らされ、続いてセントジョセフ川沿いに集落破壊のための新たな遠征隊を発した。一方、ウィンチェスター将軍は9月22日にウェイン砦を発ちデトロイト砦の奪還に向かった。このとき、敵対的な部隊がウェイン砦に向けて進軍しているという知らせを受け取った。その部隊はイギリス軍のアダム・ミューア少佐が指揮し、イギリス正規兵、カナダ人民兵および数千のインディアンで構成されていた。オハイオ州ディファイアンス近くで、双方の斥候部隊が出逢い、アメリカ軍の斥候隊が捕まえられた。リンゲット少尉以下5名の兵士がイギリス軍宿営地の途中まで連れて行かれ、そこで殺された。彼らの遺骸は後に発見されたが、その遺骸を回収するために派遣された2つの別の部隊は、それが罠ではないかと疑い、アメリカ軍宿営地に戻った。ウィンチェスターはガラード大尉指揮で民兵の大部隊を派遣した。その部隊は敵対的インディアンと交戦したが、最後は死んだ斥候隊の遺骸を持ち帰った。
ハリソン将軍は、イギリス軍がウェイン砦に向かって行軍中であることを知ると、急ぎウィンチェスター将軍の所に向かった。両部隊は10月2日に合流し、ミューア隊はカナダに引き返した。
一方、ウェイン砦はハリソン将軍とウィンチェスター将軍の双方が去ったときに危険な状態になった。ハリソンはアレン・トリンブル大佐に500名に騎馬民兵と竜騎兵1個中隊を率いてウェイン砦に向かうよう命じた。インディアンの1隊が砦を脅かしたが、トリンブルの竜騎兵隊が近づくと逃亡した。トリンブルは命令に従い、イール川方面に向かってインディアン集落を探して破壊することにしたが、その任務にあたる兵士は250名しか説得できなかった。2つの集落を破壊した後、インディアンからの報復の恐れがあったので、トリンブルはウェイン砦に引き返した。

## 戦いの後
ウェイン砦が包囲されたことで、ハリソンはマイアミ族に対する報復遠征を命じることになり、それは1812年12月のミシシネワの戦いで頂点に達した。マイアミ族の影響力ある酋長パカンは最近まで中立に留まっていたが、マイアミ族の多くの集落（多くは中立側のものだった）が破壊された後は、公然とイギリス側に就くことを宣言した。
ハリソン砦の戦いに続いてウェイン砦でも勝てなかったことで、インディアンはその酋長達への信頼を無くした。その多くは影響力の強かった指導者テカムセのところに向かい、その連邦に加わった。この戦争の残り期間で、インディアナ準州ではインディアンによる大きな攻撃が無かったが、インディアンによる脅威が実際に取り払われたのは、テムズの戦い（1813年10月）でテカムセが敗北したときだった。
.
1813年7月7日、リチャード・メンター・ジョンソン大佐が、700名の竜騎兵、および物資を積んだ平底船の船隊と共にウェイン砦に到着した。しかし、最後の船が砦の視界に入ったときに、突然攻撃され、船に乗っていた者3名が殺された。ジョンソンの竜騎兵がその攻撃者達を10マイル (16 km) 以上追跡したが、捕まえられなかった。ジョンソンはこの攻撃に対する報復として、ファイブメダルズ酋長の集落などインディアンの集落幾つかを襲撃したが、軍隊が近づくと全ての集落から人が居なくなっていた。夏の豪雨のために竜騎兵が集落を焼くこともできなかった。ジョンソンはインディアンを見つけられなかったことに憤慨し、空になった平底船を護衛してオハイオ州に戻った。ジョンソンは知らなかったことだが、インディアンの集落を破壊しようとした数日後に、ロバート・ディクソンの指揮するインディアン1,000名以上の部隊が、ホワイトピジョンの町を抜けて、デトロイトのテカムセ部隊に合流すべく向かっていた。
ウェイン砦包囲戦に参加していた第1歩兵連隊について、その後継であるとする部隊が現在のアメリカ陸軍に3部隊ある。